# Neopealius rubi
Neopealius rubi es un hemíptero de la familia Aleyrodidae, con una subfamilia: Aleyrodinae.
Neopealius rubi fue descrita científicamente por primera vez por Takahashi en 1954.